# Skrejczany
Skrejczany (lit. Skraičionys) − wieś na Litwie, w gminie rejonowej Soleczniki, 1 km na północ od Dziewieniszek, zamieszkana przez 50 ludzi.

## Historia
W czasach zaborów wieś włościańska i zaścianek w okręgu wiejskim Stołhany, w gminie Dziewieniszki, w powiecie oszmiańskim, w guberni wileńskiej Imperium Rosyjskiego. W 1866 wieś liczyła 84 mieszkańców w 7 domach; zaścianek – 14 dusz rewizyjnych. Pod koniec XIX wieku odnotowano dwie wsie, Skrejczany I – liczyły 142 mieszkańców i Skrejczany II – 16 mieszkańców.
W latach 1921–1945 wieś leżała w Polsce, w województwie wileńskim, w powiecie oszmiańskim, w gminie Dziewieniszki.
W 1931 w 36 domach zamieszkiwało 166 osób.
Wierni należeli do parafii rzymskokatolickiej w Dziewieniszkach. Miejscowość podlegała pod Sąd Grodzki w Holszanach i Okręgowy w Wilnie; właściwy urząd pocztowy mieścił się w Dziewieniszkach.